# Giovanni Bartolomeo Casaregi
Giovanni Bartolomeo Casaregi est un poète italien, né à Gênes en 1676, et mort à Florence le 23 mars 1755.

## Biographie
Giovanni Bartolomeo Casaregi naquit à Gênes en 1676. Son père était avocat, et il eut un frère, Giuseppe Lorenzo Maria Casaregi, qui prit l’état de leur père, et fut un habile jurisconsulte. On doit à ce frère quatre ouvrages estimés : Discursus legales de commercio ; Il Cambista istruito ; le Spiegazioni sul consolato di mare, et Elucubrationes et Resolutiones ad statuta Januæ de decretis ac successionibus ab intestato. Giovanni Bartolomeo se livra dès sa première jeunesse à l’étude des belles-lettres. Il alla à Rome à l’âge de vingt-trois ans, s’y fit bientôt connaître par des poésies élégantes, et fut reçu de l’Académie d'Arcadie. On ignore s’il se fit d’autres occupations et s’il eut un autre état. On joint à son nom le titre d’abbé, qui prouve qu’il portait l’habit ecclésiastique, et celui de comte, soit qu’il ait été fait comte de l’empire romain, soit qu’il eût quelque bénéfice auquel ce titre fût attaché. Il fit en 1716 un voyage à Sienne, et y resta jusqu’au mois de septembre de l’année suivante. Il vint aussi à Paris, sans que l’on sache positivement à quelle époque, ni s’il y fit un long séjour. De Sienne, il se rendit à Florence, et il paraît qu’il s’y fixa. Il fut reçu de l’Accademia degli Umidi et de celle de la Crusca. Il publia en 1740 sa traduction italienne en vers libres (sciolti), du poème de Sannazar De partu Virginis ; en 1741, ses Sonetti e Canzoni, ou poésies lyriques, et en 1751, les Proverbes de Salomon, traduits comme le poème de Sannazar : ils ont été réimprimés à Verceil en 1774. C’était un homme de bonnes mœurs, d’un caractère doux et d’un commerce agréable ; il eut pour amis Eustachio Manfredi, Francesco Maria et Giampietro Zanotti, Giovanni Mario Crescimbeni, Carlo Alessandro Guidi, et plusieurs autres littérateurs et poètes célèbres. Il mourut à Florence, le 23 mars 1755.